# Piusverein Österreichs
Der Piusverein zur Förderung der katholischen Presse in Österreich war ein 1905 zur Stärkung der katholischen Presse ins Leben gerufener Verein. 

## Geschichte

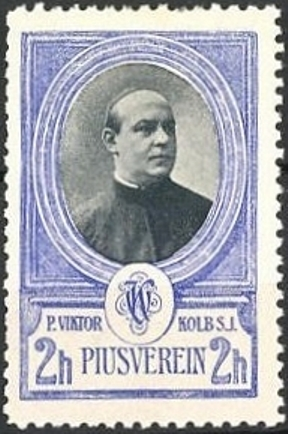
Spendenmarke des Piusvereins (2 Heller) mit Bild P. Kolb

Der Piusverein wurde im Anschluss an den fünften Allgemeinen Österreichischen Katholikentag (Oktober 1905 in Wien, Sofiensaal) nach einem Aufruf des Jesuitenpaters Viktor Kolb (1856–1928) gegründet. Mitbegründer war Eduard Michl, der nur drei Wochen nach Kolb verstarb († 1928; Alter: 76).
Analog zur politischen Teilung der österreichischen Katholiken in Konservative und Christlichsoziale bildeten sich im Piusverein zwei Flügel, die aber eng zusammenarbeiteten.
Bis zum Ausbruch des Ersten Weltkrieges war die Zahl der Ortsgruppen des Piusvereins in der österreichischen Reichshälfte auf rund 1.000 gestiegen, die Zahl der Mitglieder auf rund 150.000. Eine italienische Sektion gab es in Triest, eine tschechische in Prag. Zu den Mitgliedern zählten auch zahlreiche Geistliche, die in Pressepredigten für die Ziele des Vereines warben.
Der Verein diente vor allem der Geldbeschaffung für das christliche Pressewesen durch Mitgliedsbeiträge und Spenden. Er förderte die konservative Tageszeitung Vaterland und die christlichsoziale Reichspost, die z. B. 1912 jeweils 45.000 Kronen erhielten. Etwa die gleiche Summe wurde für das Preßbüro des Piusvereins ausgegeben, das als Presseagentur rund 50 lokale katholische Tageszeitungen in Österreich täglich mit Korrespondentenberichten aus der Reichshauptstadt (Piusvereinskorrespondenz) bediente.
Nachdem der Katholische Volksbund und der Piusverein bereits in der Vergangenheit eng zusammengearbeitet hatten, vereinigten sich beide Organisationen 1919 zum Volksbund der Katholiken Österreichs – Vereinigter Piusverein und katholischer Volksbund. Als Volksbund der Katholiken Österreichs blieb die Organisation bis zum Anschluss Österreichs im Jahre 1938 bestehen und wurde in weiterer Folge aufgelöst.